# Anisia claripennis
Anisia claripennis är en tvåvingeart som först beskrevs av Thompson 1968.  Anisia claripennis ingår i släktet Anisia och familjen parasitflugor. Inga underarter finns listade i Catalogue of Life.